# Cinèsies
Cinèsies (en llatí Cinesias, en grec antic Κινησίας "Kinesías") fou un poeta ditiràmbic atenenc.
Plató a Gòrgies, l'anomena, diu que era fill de Meles, un citarista, i diu que amb aquell instrument només molestava al públic. També assenyala que Cinèsies només es preocupava d'agradar els oients, i no d'educar-los. Aristòfanes el va satiritzar a Els ocells, Les assembleistes i Lisístrata. Ferècrates diu de Cinèsies que havia corromput la poesia àtica. Ateneu de Nàucratis diu que era tant alt i prim que Havia de portar per aguantar el seu cos una mena d'estaques fetes de fusta de til·ler, i per això Aristòfanes l'anomena φιλύρινον ("tros de til·ler").
Cinèsies es va presentar dues vegades com a acusador en dos processos on Lísies n'era el defensor. Lísies, en uns discursos avui perduts excepte el fragment que es refereix a això, diu que Cinèsies havia canviat l'ofici de poeta pel de delator o Sicofanta, que segurament li era més profitós.
Cinèsies és recordat pel seu paper en l'abolició dels cors al teatre, (Choragia) que havien decaigut des que va ser arcont Càl·lies III l'any 406 aC.